# Steffen Bogs
Steffen Bogs (født 8. oktober 1965 i Rostock) er en tysk tidligere roer.

## Karriere

### Roning
Bogs vandt som VM for juniorer i toer uden styrmand i 1983. Han kom senere med i en dobbeltfirer, der vandt det østtyske mesterskab i 1988.
Han var derfor med for DDR ved OL 1988 i SeoulØsttyskerne vandt deres indledende heat, blev nummer to i semifinalen, og i finalen sejrede Italien foran Norge, mens østtyskerne fik bronze. Bådens øvrige besætning var Jens Köppen, Steffen Zühlke og Heiko Habermann.
Han vandt endnu et østtysk mesterskab i 1990 i dobbeltfireren.

### Videre karriere
Han uddannede sig som kameratekniker og arbejdede for tv-kanalen N24.

## OL-medaljer
- 1988:  Bronze i dobbeltfirer